# Comité olympique des Philippines

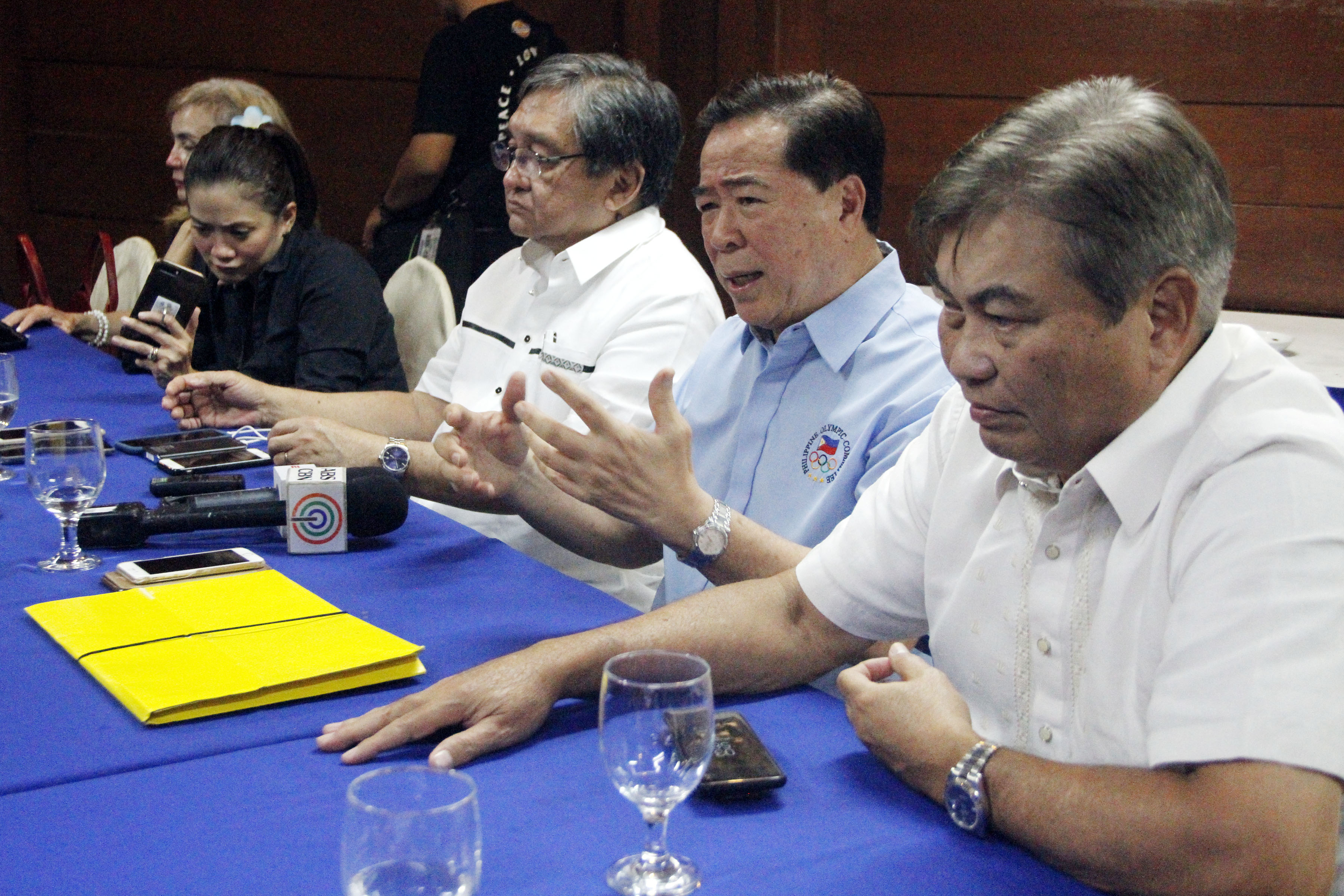
Le président de la Fédération Philippine d’Haltérophilie, Monico Puentevella (deuxième à droite), pose aux côtés d’autres responsables d’associations sportives nationales, apportant leur soutien à la candidature du président de la Fédération de boxe, Ricky Vargas, lors d’une conférence de presse organisée au Valle Verde Country Club, à Pasig, le mercredi 21 février 2018.

Le Comité olympique des Philippines est le comité national olympique des Philippines fondé en 1911, sous l'occupation américaine.